# 日産・ウイングロード
ウイングロード（WINGROAD ）は、日産自動車が販売していたステーションワゴン型の乗用車である。

## 概要
当初はサニーをベースとしたステーションワゴンであった。
1996年にサニー・カリフォルニアとADバンの乗用仕様であるADワゴンを統合、外板パネルを大幅に変更し、リアオーバーハングを延長するなど、大掛かりなマイナーチェンジを施した新規車種として登場した。しかし室内空間の狭さなどが原因でこの時の評判は芳しいものではなかった。
1999年にY11型にフルモデルチェンジされたものの市場の評価は好転せず、2001年に行われたマイナーチェンジで外観および内装を一新し、3代目（P12型）プリメーラにも似た「鋭い目つき」のヘッドランプを採用したことが功を奏し毎月販売台数で20位以内にランクインされるようになった。国産の小型ステーションワゴンの分野においてはトヨタのカローラフィールダーと人気を二分した。オセアニア圏には「パルサーワゴン」の名称で輸出されていた。
3代目のY12型はC11型ティーダをベースに開発され、Y11型同様オセアニア圏に輸出されていたこともあるが、最末期には国内専用車となった。2007年6月に3ナンバーステーションワゴンの不振によってステージアが生産終了したことにより、 同社の日本国内ラインナップの中で唯一のステーションワゴンとなっていた。
Y11、Y12型は共に茨城県警察に警ら用パトカーとして県費導入されているほか、自衛隊においてもY11型、Y12型は業務車1号、Y12型は業務車2号として導入実績がある。また、東京都内では過去にY10型がタクシーとして、現在はY12型がハイヤーとしての導入実績がある。
「ウイングロード」の名称は1987年から1990年までWU11型ブルーバードワゴンの最上級グレード名（ターボSSSウイングロード）として使われていた。またベースを同じくするADバン（現：AD）の「AD」もかつて910型からU11型にかけてブルーバードのワゴン・バンで使われた名称（ブルーバードADバン・ADワゴン）である。

## 初代 Y10型（1996年 - 1999年）
- 1996年
  - 5月23日[3] - サニー・カリフォルニアとADワゴンを統合するとともに、ボディ後半のデザインを大幅に変更するなどのビッグマイナーチェンジを実施して登場。テレビCMには江角マキコと、ナインティナインの矢部浩之と岡村隆史が出演。また「カリフォルニア」はサニー店（後にサティオ店）向けのグレード名として設定していた。このY10型は、マツダに対して8代目ファミリアワゴンとしてOEM供給され、ファミリアバンも同時にADバンのOEMとなった。エンジンはSR18DE型、GA15DE型の各ガソリンエンジンとCD20型ディーゼルエンジンの3機種を設定。
    - なお、商用車のADバンは、従来ボディーのまま1999年6月まで継続生産された。また同日、オーテックジャパンよりエアロパーツを中心にドレスアップを図りスポーティな仕様とした特別仕様車「エアロエクスプレス」も設定された[4]。
    - 同年の「FNSの日」で視聴者クイズの優勝賞品として使用された。

  - 10月22日[5] -「JSツーリング」および「カリフォルニアツーリング」をベースにABSや本革巻ステアリングなどを標準装備した特別仕様車「JSツーリングリミテッド」「カリフォルニアツーリングリミテッド」を発売。
  - 1997年5月22日[6] - マイナーチェンジ。フロントグリルのデザインを変更したほか、シート表皮の変更、インパネを2DINサイズ機器（オーディオ、ナビ）対応のものに変更するなどの改良を行った。
  - 1998年1月12日[7] - 特別仕様車「JSリミテッド」「カリフォルニアリミテッド」を発売。
  - 1999年
    - 4月 - 生産終了。
    - 5月 - 2代目と入れ替わって販売終了。

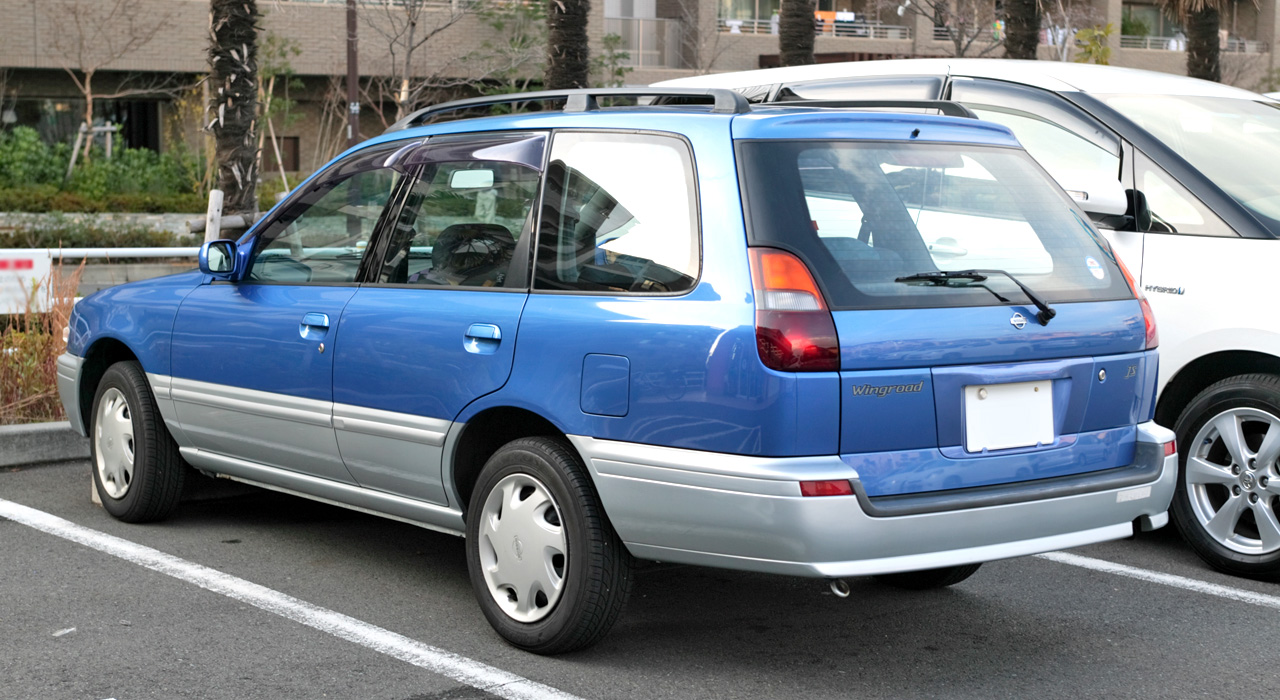
前期型（リア） 1.5 JS
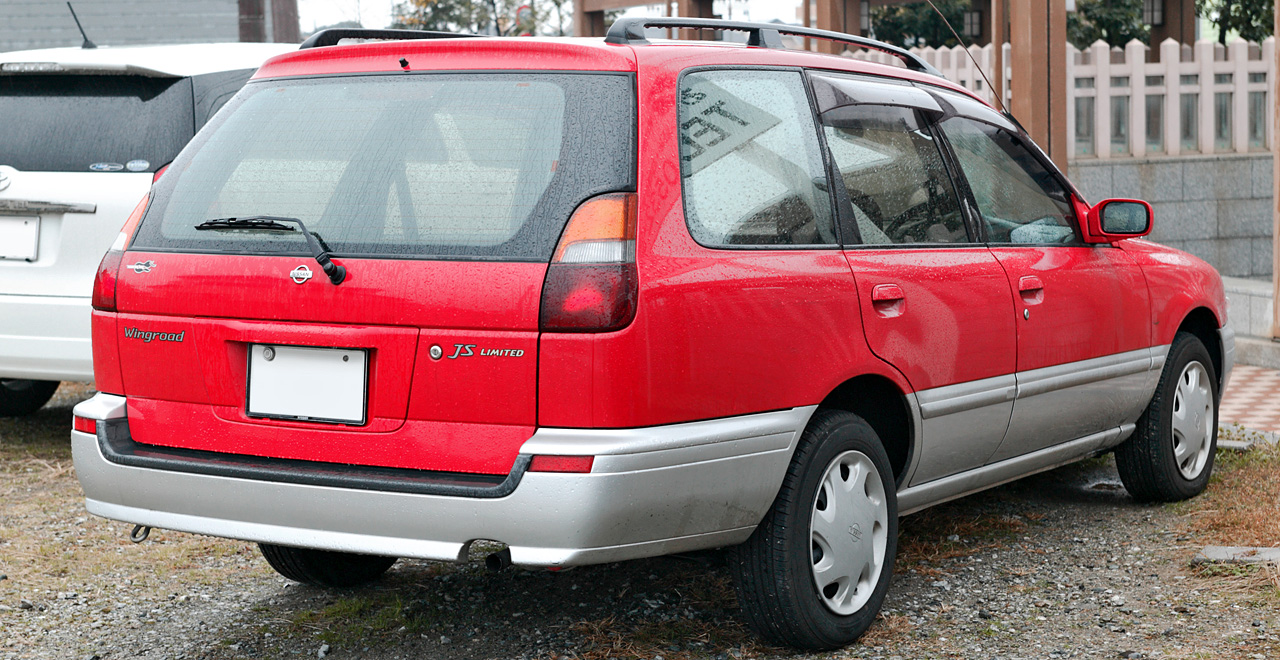
後期型（リア） 1.5 JS Limited
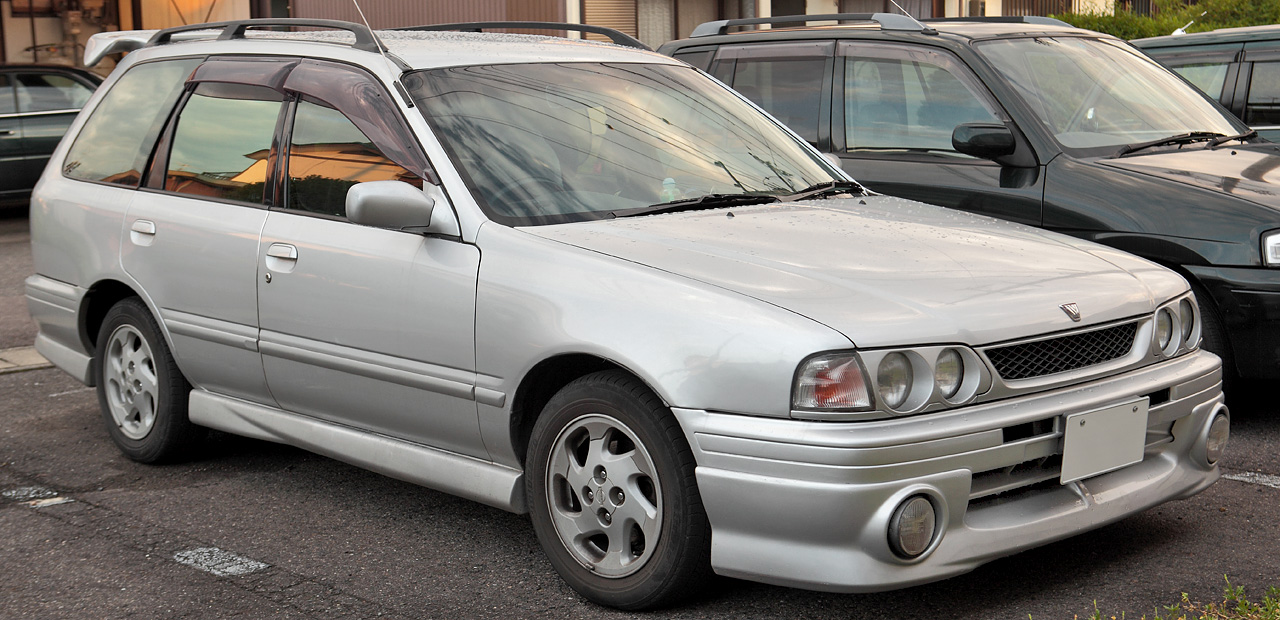
1997年型オーテック エアロエクスプレス JSツーリング

## 2代目 Y11型（1999年 - 2005年）
歴代で唯一、PCDが114.3となっていた。
- 1999年
  - 5月31日 - フルモデルチェンジでY11型となる。エアロシリーズ、ベーシックシリーズ、ビジネスシリーズの3系統展開となる。搭載エンジンはすべて直列4気筒DOHCガソリンエンジンで、QG15DE型、QG18DE型、および可変バルブリフトおよびバルブタイミング機構（NEO VVL）付SR20VE型の3機種を採用。フロントサスペンションは全車ストラット式。リアにはSR20VE搭載車および4WD車はワゴン専用マルチリンクサスペンションを採用し、2WD車はトーションビーム式サスペンションを採用。トランスミッションは5速マニュアル、4速オートマチックに加え、SR20VE搭載車に6速スポーツモード付無段変速機「ハイパーCVT-M6」を搭載。（前期のみ）CM出演者は、ユアン・門田祥穂・鈴木貴男・江川芳文・小池葵・市川実和子。
  - 6月21日 - 4WD車を発売。オートコントロール4WDとマルチリンクサスペンションを採用。
  - 12月24日[9] -「Gエアロ」をベースに、ホワイトパールの車体色、オゾンセーフフルオートエアコンなどを標準装備とした特別仕様車「スペシャルエディション」を発売。なお、この特別仕様車は2000年3月31日までの期間限定販売となる。
- 2000年
  - 4月3日[10] -「Gエアロ」をベースに、専用設定色(ホワイトパール)やプライバシーガラスなどを標準装備とした特別仕様車「エアロリミテッド」を発売。
  - 6月6日[11] -「Xエアロ」をベースに、ナビゲーションシステムなどを標準装備とした特別仕様車「NAVIエディション」を発売。
  - 10月24日 - 仕様および装備を変更し、グレード体系を見直し。同時に、期間限定車「Gエアロエクストラ」、「Gエクストラ」と、後席テレビ（テレビ無しも選択可能）などを装備した「Kid'sバージョン」を発売。
  - 12月26日[12] - 特別仕様車「GエアロリミテッドS」を発売。

- 2001年
  - 3月末をもって日産車体京都工場での生産を終了。生産を日産車体湘南工場に移管。
  - 4月4日[13] - 特別仕様車「Gエクストラリミテッド」を発売。併せてグレード体系の見直しが行われた。
  - 10月22日 - マイナーチェンジ。
    - フロントデザインおよび内装意匠を大きく変更した。リヤバンパーの形状がベーシックグレードとエアログレードで共通となり、細かいところではドアミラーのデザインもP12型プリメーラと同じものに変更されている。また車名ロゴが「Wingroad」からNE-01の「WINGROAD」に変更され、あわせてボンネット先端にあったウイングロードのエンブレムが廃止され、グリル内の日産のブランドロゴのエンブレムに変更された。
    - エンジンはSR20VE型に替わり、QR20DE型（2000cc/150ps）が新たに設定され、QG15DE型（1500cc/106ps）、および4WD用のQG18DE型 （1800cc/122ps）と合わせて3機種となる。同時にヘッドライトバルブの規格がIH01からごく一般的なH4に変更された。
    - マイナーチェンジ以降、販売台数を大きく伸ばした。販促ビデオ用作品として、ショートフィルム「wake☆up！～遊びゴコロ、持ってる?」が作られた。
- 2002年
  - 1月7日 - 前年10月のマイナーチェンジにより一時廃止されていた、「ライダー (Rider) 」が復活。ビレットグリル、エアロパーツなどが装備された。
  - 11月5日 - QG型エンジンに改良を加えたほか、グレード体系の見直しを実施。「ライダー」とはフロント周りの意匠が異なる「ライダープラス」を追加設定。
  - 12月25日[14] -「Sエアロ」をベースとして、キセノンヘッドランプなどを標準装備とした特別仕様車「Sエアロリミテッド」を発売。なお、この特別仕様車は2003年3月末までの期間限定販売となる。
- 2003年
  - 5月8日 - 日産自動車が同年12月に創立70周年を迎えるにあたり、「70周年記念特別仕様車」を発売。特別装備としてETC車載機が装備された。
  - 10月14日 - 一部改良。内外装のデザインを一部変更したほか、ボディカラーの入れ替え、エルグランド、プレサージュ、ティアナとともにインテリジェントキーを採用するなど、装備を向上。「ライダー」のデザインを変更。同時に、「70周年記念特別仕様車 第2弾」を発売。プラズマクラスターイオンエアコン等が装備された。
- 2004年4月7日 - グレード、装備体系を見直し。同時に特別仕様車「Sエアロスポーティリミテッド」、「Sリミテッド」を発売。Sエアロスポーティーリミテッドにはフォグランプや16インチアルミホイールが装備され、Sリミテッドにはインテリジェントキーなどが装備された。尚、5速MTはこの改良を機に廃止された。
- 2005年
  - 1月6日 - 特別仕様車「Sエアロ Vエディション」を発売。インテリジェントキーやフォグランプなどを装備した。
  - 10月 - 生産終了。
  - 11月 - 3代目と入れ替わって販売終了。

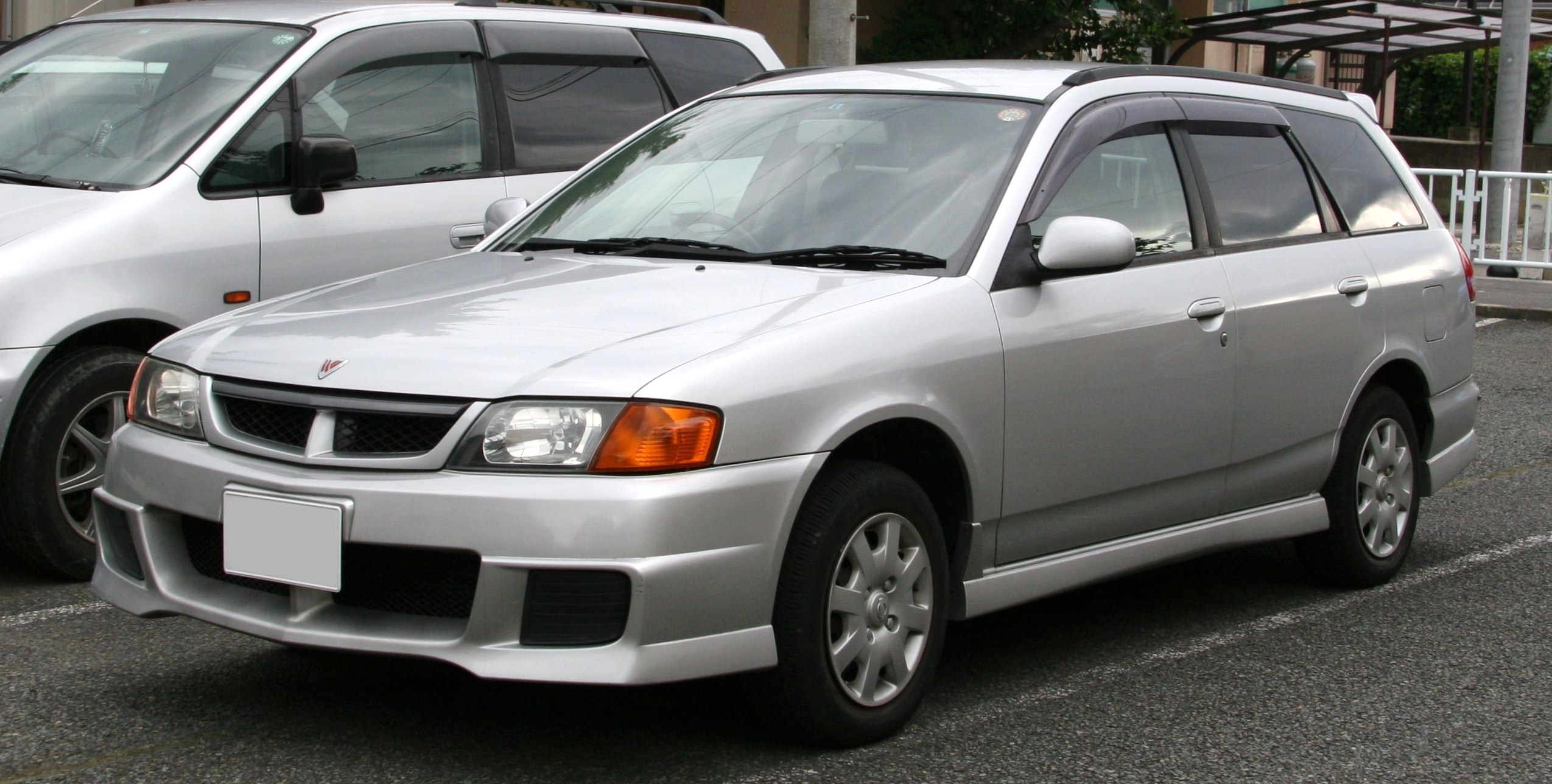
前期型 エアロ
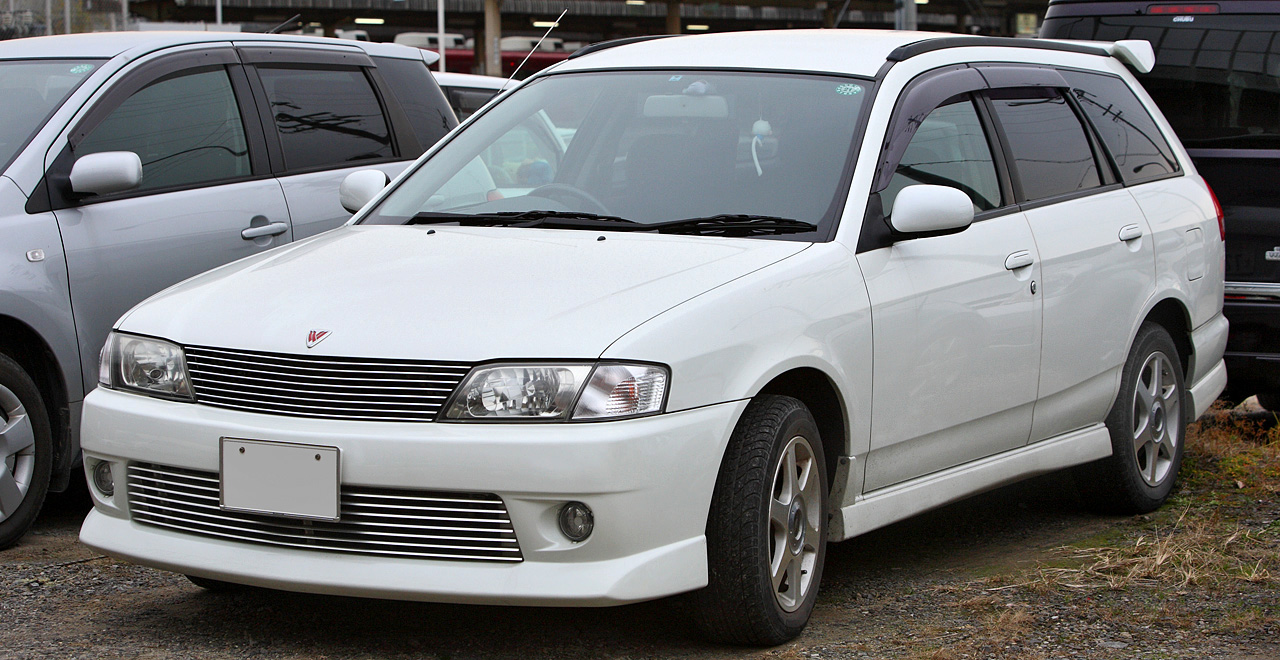
前期型 ライダー
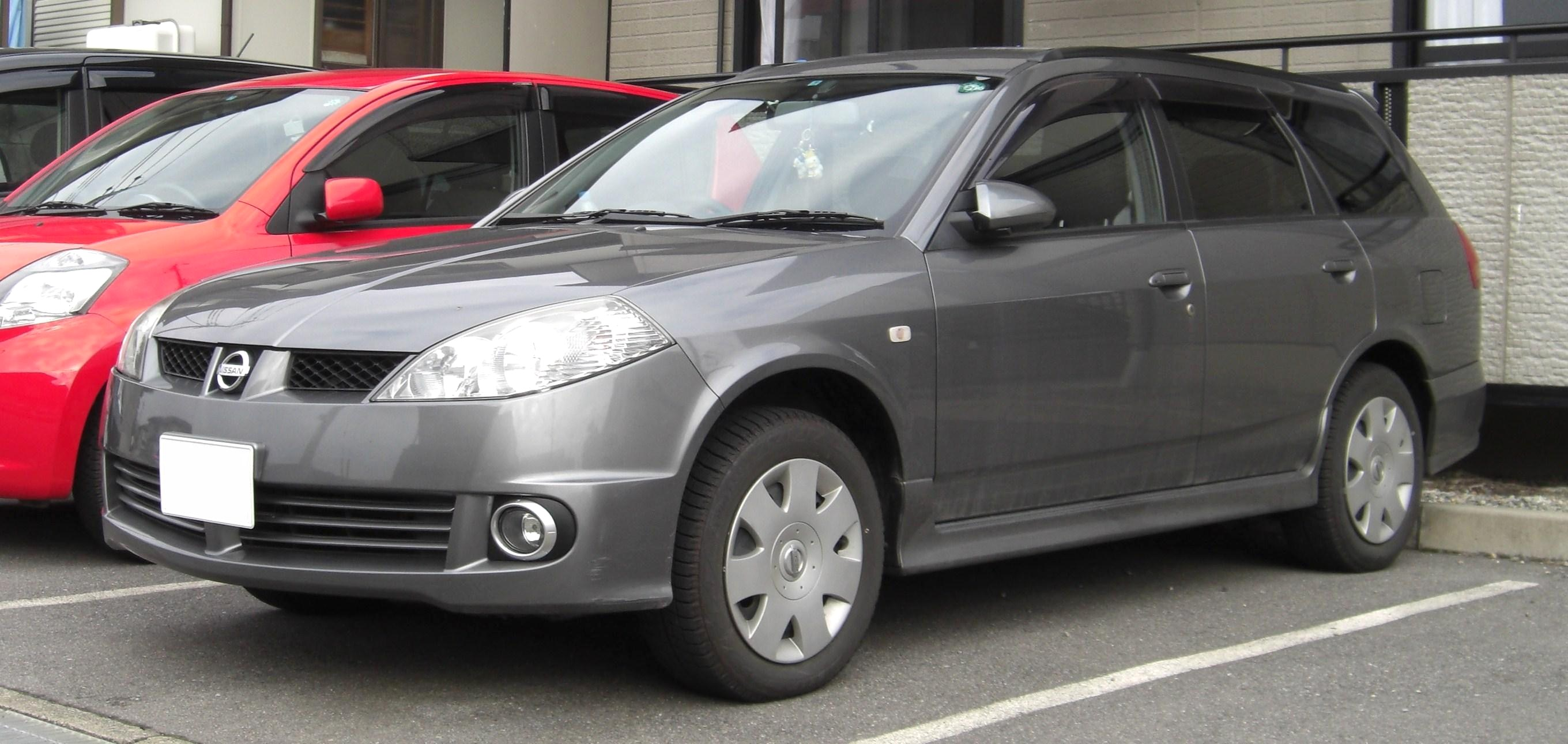
後期型 エアロ
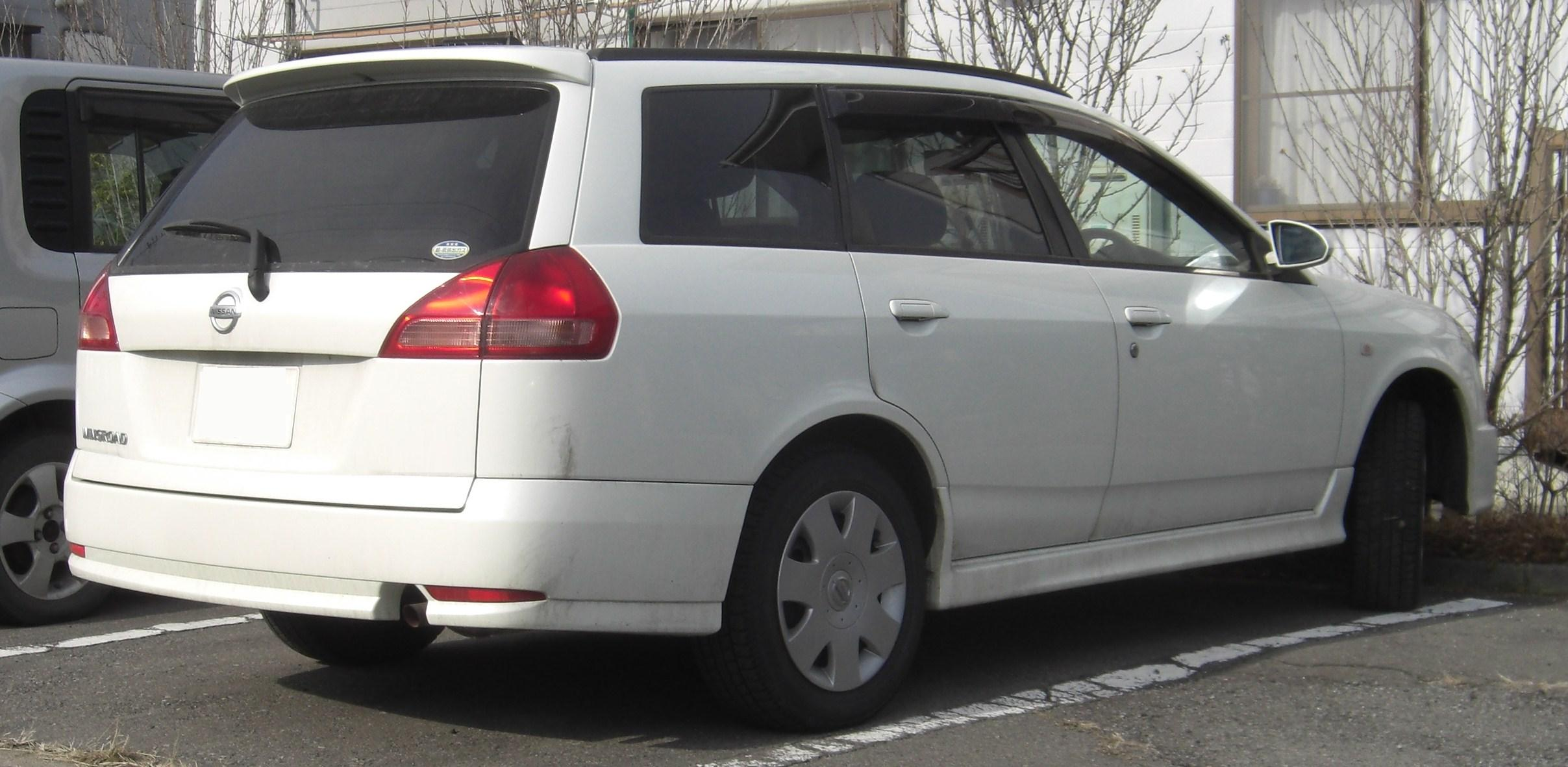
後期型 エアロ（リア）

## 3代目 Y12型（2005年 - 2018年）
- 2005年
  - 10月 - 第39回東京モーターショーに「ウイングロード プレビュー」を出展。
  - 11月14日 - フルモデルチェンジでY12型となる。国内目標月間販売台数は3500台（当時）と発表されている。搭載するエンジンは直列4気筒DOHC 1.5L HR15DE型、および1.8L MR18DE型の各ガソリンエンジンの2機種。4WDシステムにはマーチ、ティーダと同様のe-4WDを採用する。SHIFT ワードは「SHIFT_FUNction」[注釈 1]、機能で遊びをシフトする。「functionにFUNという文字が隠れているように、たくさんの機能（function）から遊び（FUN）を作り出す。」としている。1800cc車のCVTはパドルシフトによる6速マニュアルモード付である。Y11型同様にエアロパーツの有無でシリーズを区分していた。側面から見た際にルーフからCピラーにかけてのラインと荷室部分の屋根のラインを一致させず折れ曲がっているように見せるという独特のスタイルが採用されており、それが外観上の特徴となっている。
- 2006年
  - 5月29日 - ライダーシリーズに「ライダーα II」を追加。インテリジェントキー、専用スポーティフロアカーペットなどを装備した。
  - 9月11日 - 特別仕様車「スタイリッシュセレクション」、「Vセレクション」を発売。スタイリッシュセレクションはルーフスポイラーやフォグランプなどを装備し、Vセレクションは、インテリジェントキー、プライバシーガラスなどを装備した。
  - 12月25日 - 一部改良。HDD方式カーウイングスナビゲーションシステムをオプション設定し、HR15DEエンジンとCVTの見直しにより、燃費向上[16]。同時に、オーテック架装車種「アクシス」を追加設定[注釈 2]。
- 2007年6月 - 前述の通り、折からの3ナンバーステーションワゴンの不振によってステージアが生産終了したため、同社の日本国内ラインナップの中で唯一のステーションワゴンとなった。
- 2008年
  - 1月23日 - 一部改良。15MはHR15DEエンジンとエクストロニックCVTの改良によりJC08モードに対応。グレード体系の見直しおよび変更。エアロパーツ装着車は「15S」・「15M」・「18G」に名称変更し、新設のビジネス向けグレード「15B」は設定色を白、シルバーの2色に限定。「18G」、「15M」のエアロパーツ未装着車は「authentic（オーセンティック）」という名称が加えられた。これに伴い、オーテック架装車種のライダーとアクシスもベースグレードが「authentic」シリーズへと変更されると同時に、それらに沿った改良が施された[注釈 3]。
  - 10月1日 - 一部変更。これまでオプションで設定していたプライバシーガラス（UVカット断熱機能付き）が「15B」「15B FOUR」を除く全グレードに標準装備となりインテリジェントキーが「15B」「15B FOUR」「15S」「15S FOUR」を除く全グレードに標準装備（15B/15S系はメーカーオプション）、カーウイングスナビゲーションシステムとETCユニットがセットでオプション設定となった。
  - 12月17日 - 期間限定車「Plus Navi HDD Safety」を発売。2009年3月末まで販売。
- 2009年4月23日 - 燃費性能を向上。HR15DEエンジン+CVT車（15M・15M authentic）は「平成22年度燃費基準+25%」を達成した。
- 2010年
  - 8月23日 - 仕様向上。「15M」「15M FOUR」「18G」のシート生地を変更すると共に、装備内容の見直しを行った。ボディカラーに「スチールブルーメタリック」を追加すると共に、インテリジェントエアコンシステムにプラズマクラスターイオン発生器を採用した。今回の仕様向上を機にメーカーオプションとして設定されていたカーウイングスナビゲーションシステムは省かれ、全車にCDチューナーが標準装備された。
  - 12月7日 -「15M」をベースに、通常はメーカーオプションとなっているバイキセノンヘッドランプ（ハイ/ロービーム、プロジェクタータイプ、オートレベライザー付）+アクティブAFS、ウォッシャブルラゲッジボード、イージーラゲッジベンチを装備しつつ、オーディオレス仕様（4スピーカー、ハーネス、アンテナは装備）としたことで価格を抑えた特別仕様車「15M V Limited」を発売。
- 2012年6月20日 - 一部改良。同年7月以降の生産車に適用される安全法規に対応し、後席中央シートELR付3点シートベルトと後席ISO-FIXチャイルドシートアンカーを採用。併せて、自立式シートベルトバックルも採用した。なお、オーテックジャパン扱いのカスタムカー「ライダー」とライフケアビークル「アンシャンテ 助手席スライドアップシート」もベース車同様の改良を受けたが、「アクシス」は販売を終了した。また、HR15DEエンジン+CVT車（15M・15M authentic・15M V Limited）は「平成27年度燃費基準」を達成した。
- 2014年9月12日 - 一部改良[17]。全車にVDC（横滑り防止装置）を標準装備したほか、メーターパネル内に燃費計を追加し「15B」と「15S」はトランスミッションをE-ATxからエクストロニックCVTに変更したことで燃費を向上し、「平成27年度燃費基準」を達成した。また、グレード体系の見直しにより1.5L・4WD車（「15M V Limited」以外の全グレードに設定）及び1.8L車（「18G」「18G authentic」）を廃止し、1.5L・2WD車の5グレードのみに集約。ホイールも14インチが廃止され、「15M」「15M V Limited」は16インチアルミホイールが標準装備となり、それ以外のグレードは15インチスチールホイール＆ホイールカバー（C26セレナ、NV350キャラバン、シルフィなどと同一）となった。また、オーテックジャパン扱いのカスタムカー「ライダー」はベース車に準じた改良に加え、バイキセノンヘッドランプが新たに標準装備されたほか、ベース車グレードを「15M authentic」のみに集約。ライフケアビークル「アンシャンテ 助手席スライドアップシート」もベース車同様の改良とグレード体系の集約を行い、ベース車グレードは既存の「15M authentic」と新設の「15M V Limited」の2グレードとした。
- 2016年6月1日 - 一部改良[18]。全車にリアヒーターダクト、ヒーター付ドアミラー、スチール製リアワイパーを標準装備した。また、オーテックジャパン扱いの「ライダー」と「アンシャンテ 助手席スライドアップシート」もベース車同様にリアヒーターダクト、ヒーター付ドアミラー、スチール製リアワイパーの標準装備を行った。
- 2018年
  - 2月 - 一部グレードの注文が出来ない旨が公式ホームページに掲載される（事実上の生産終了扱い）。
  - 3月24日 - 販売終了に伴い、ホームページへの掲載を終了。ウイングロードは3代22年の歴史に幕を下ろし、日産のラインナップからステーションワゴンが消滅した。なお、派生車種のNV150AD（→AD）は生産販売を継続する。また、日産の乗用系モデルとしてはインテリジェントキー搭載車にイグニッションノブを装備する最後の車種でもあった[注釈 4]。間接的な代替車種として、ウイングロードの貨物仕様車でありながらリアシートにヘッドレストやリアパワーウインドウなど乗用車並みの装備[注釈 5]がある日産・NV150ADのうち「エキスパート」シリーズが事実上の受け皿となる。

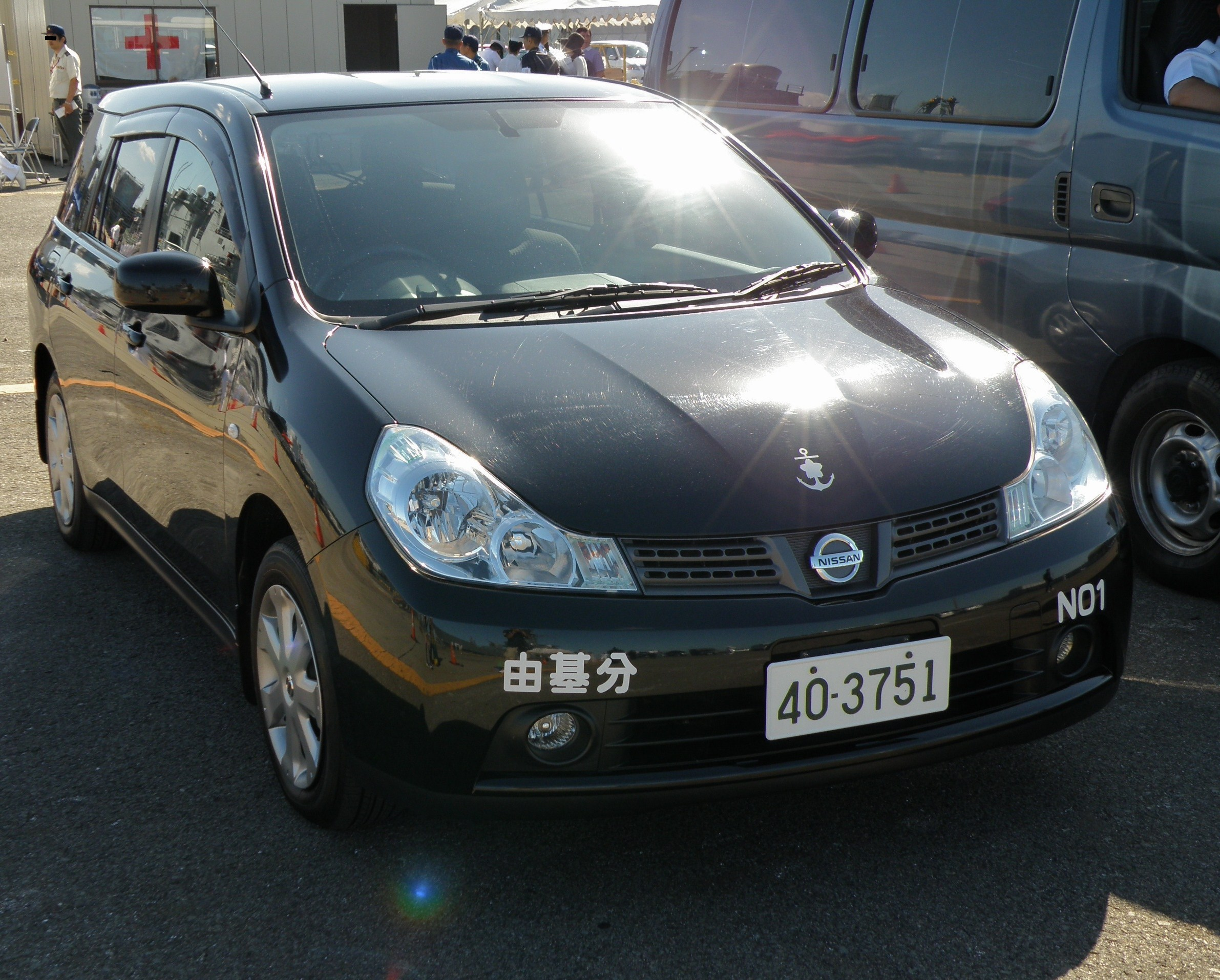
海上自衛隊の業務車1号
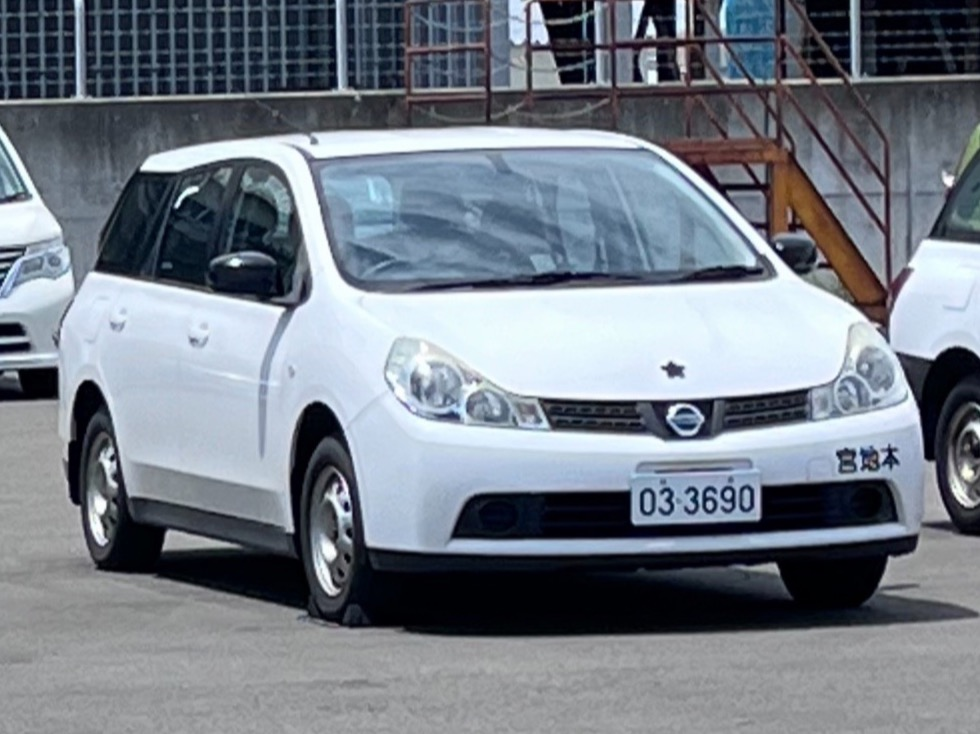
陸上自衛隊の業務車2号
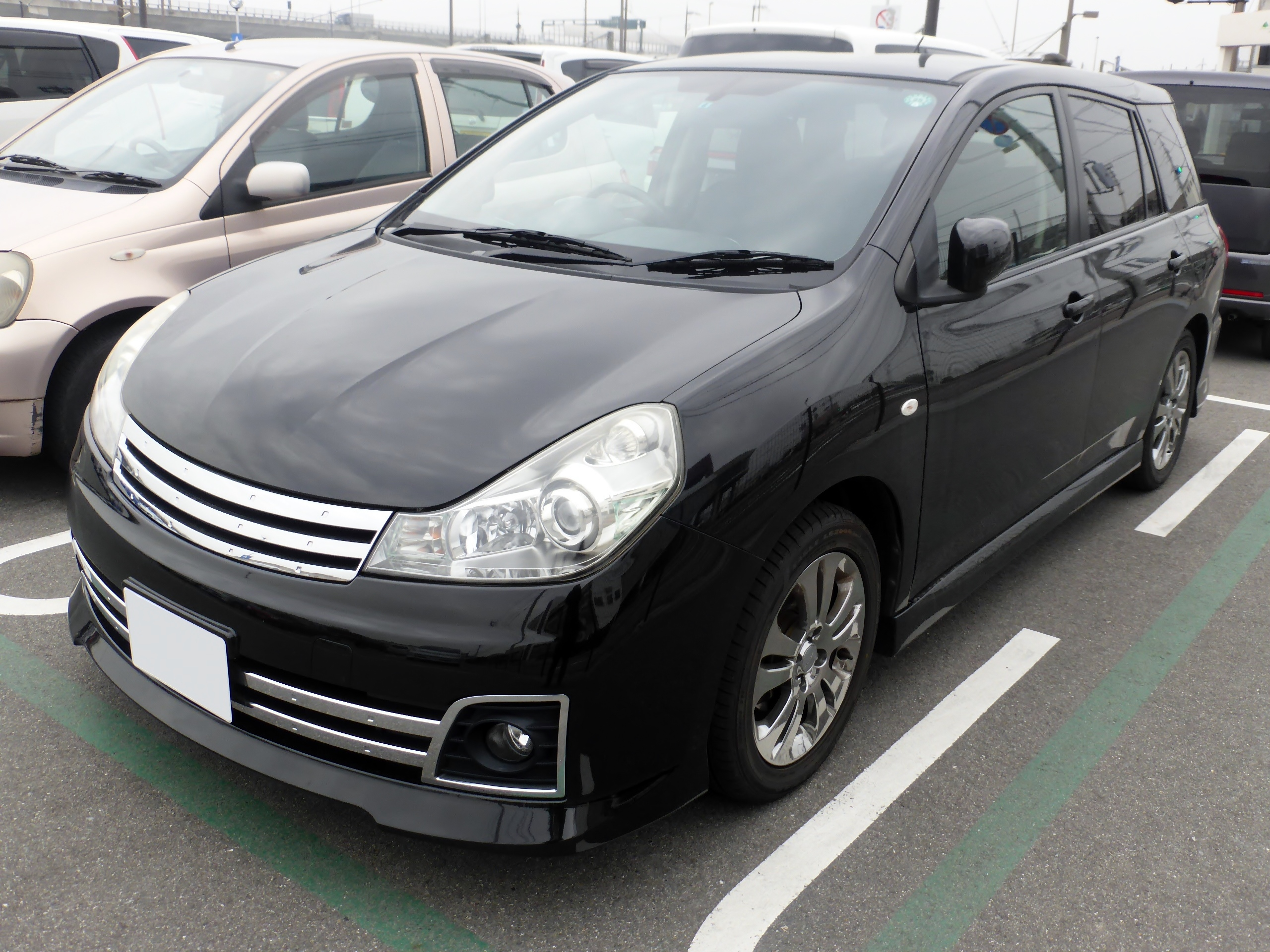
ライダー
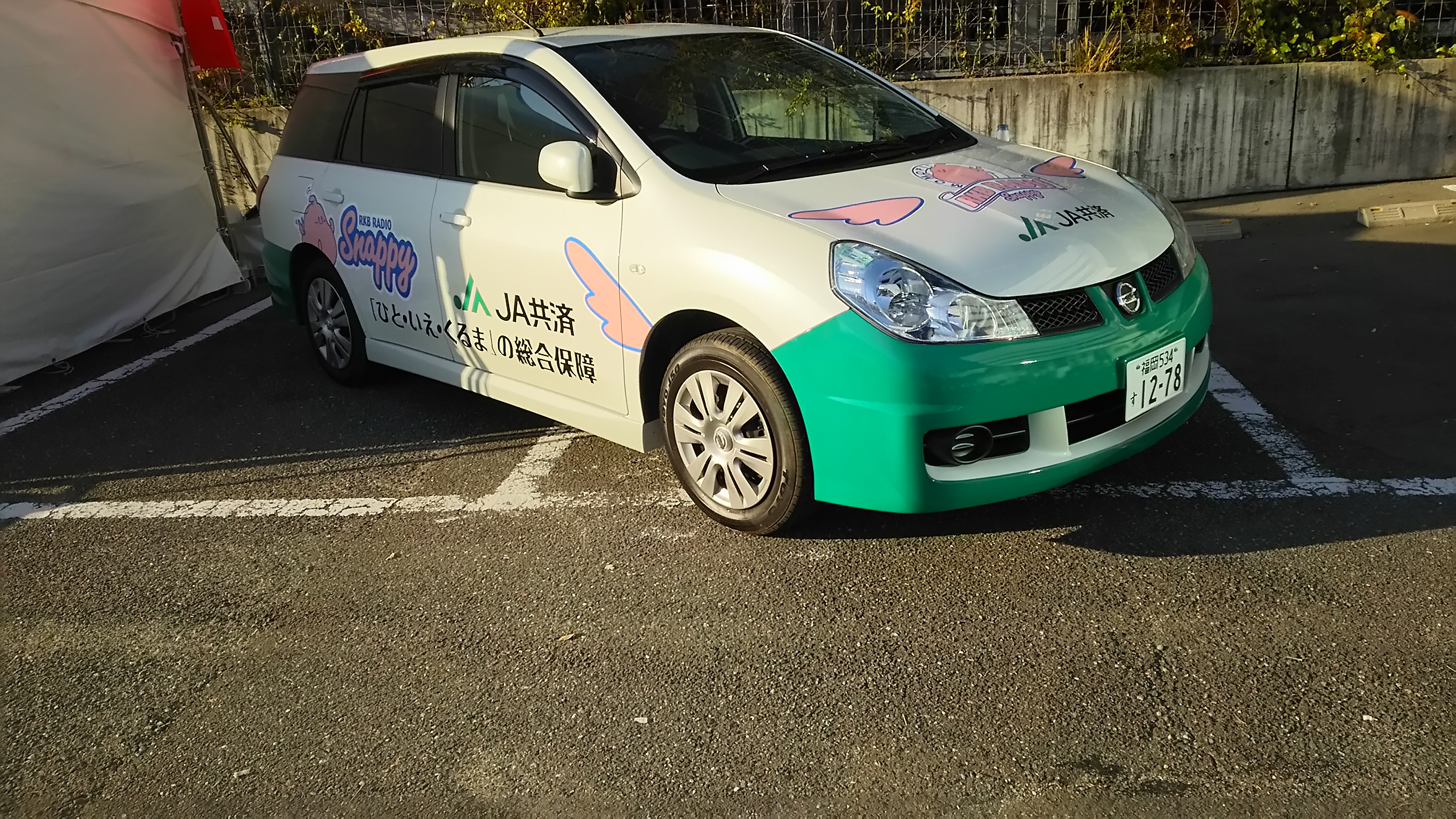
RKBラジオのラジオカー(スナッピー)

## 車名の由来
市街地からアウトドアまで、ライフエリアの大きな広がりをイメージさせる英語の「翼（WING）」と「道（ROAD）」をかけあわせた造語である。「ウイングロード」の名称は1987年から1991年までWU11型ブルーバードワゴンの最上級グレード名（ターボSSSウイングロード）として使われていた。またベースを同じくするADバン（現・AD）の「AD」もかつて910型からU11型にかけてブルーバードのワゴン・バンで使われた名称（ブルーバードADバン・ADワゴン）である。